# Sophronica nigrosuturalis
Sophronica nigrosuturalis là một loài bọ cánh cứng trong họ Cerambycidae.